# Limnocythere iowensis
Limnocythere iowensis är en kräftdjursart som beskrevs av Danforth 1948. Limnocythere iowensis ingår i släktet Limnocythere och familjen Limnocytheridae. Inga underarter finns listade i Catalogue of Life.